# Hiramatsu Daishi
Daishi Hiramatsu (sinh ngày 3 tháng 7 năm 1983) là một cầu thủ bóng đá người Nhật Bản.

## Sự nghiệp câu lạc bộ
Daishi Hiramatsu đã từng chơi cho Mito HollyHock và FC Tokyo.